# Tourba de Hussein Ier Bey
La tourba de Hussein Ier Bey, connue aussi sous le nom de tourbet Sidi Kacem es-Sbabti, est un mausolée tunisien situé dans le quartier tunisois de Bab El Jazira, près de la mosquée des Teinturiers.
Elle accueille principalement la sépulture du fondateur de la dynastie des Husseinites, Hussein Ier Bey, et celle de son fils Mohamed Rachid Bey.

## Histoire

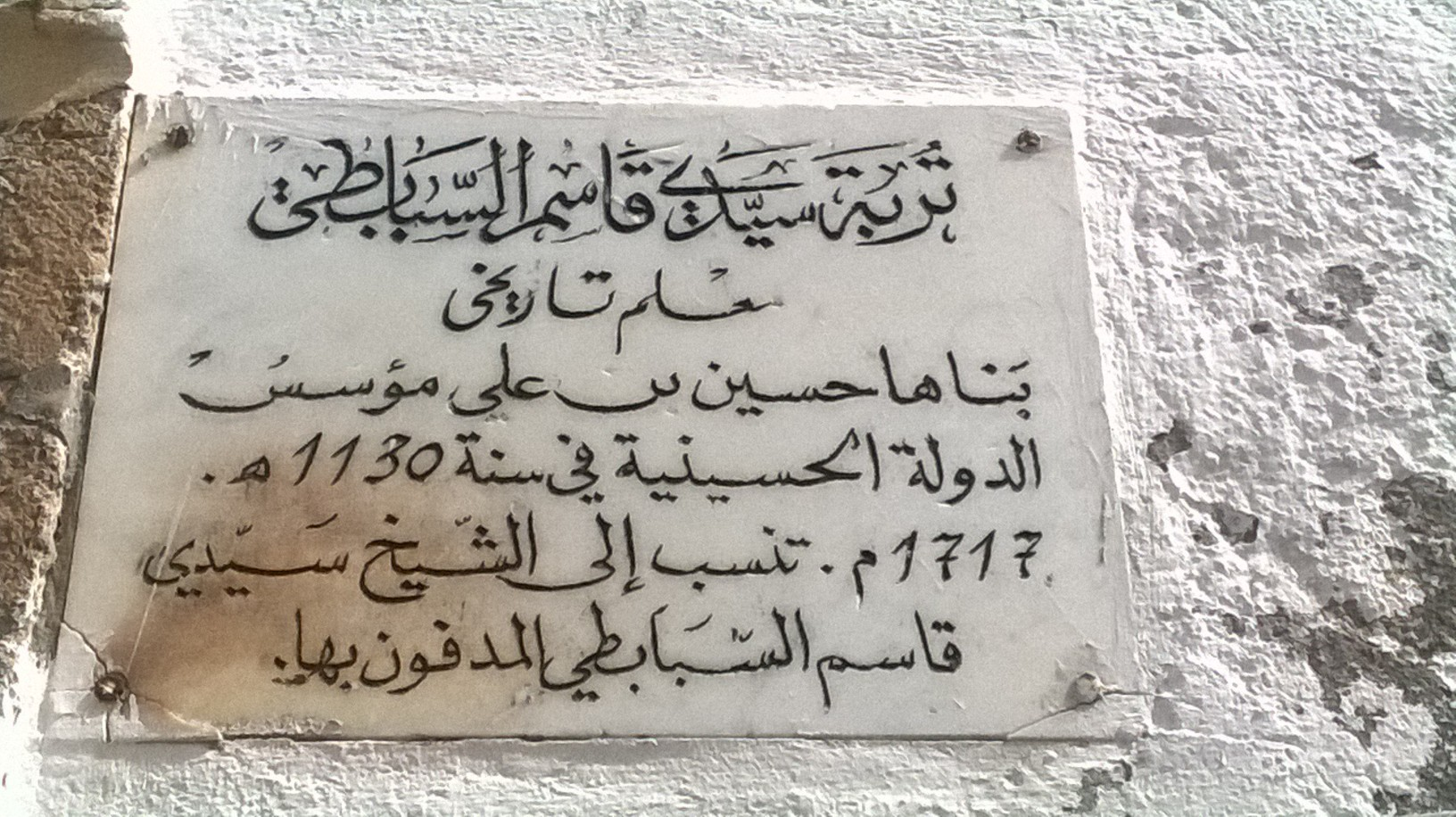
Plaque commémorative.

Après la construction d'une première tourba finalement réservée à ses femmes et enfants, Hussein Ier Bey décide la construction d'un nouveau mausolée. Les travaux de construction débutent en 1724 et se terminent en 1729.
Hussein Ier Bey devait avoir pour dernière demeure une tombe située entre celles de Sidi Kacem es-Sbabti et Sidi Kacem Béji, deux saints inhumés également dans cette nécropole, afin de se placer sous leur barakah (bénédiction). Cependant, son successeur et neveu Ali Pacha en décide autrement en enterrant son propre père, Mohamed, à cet emplacement. Les restes de Hussein Ier Bey sont finalement placés dans une autre salle du mausolée, où se trouvent de nos jours d'autres tombes.